# Serra de l'Almúnia
Serra de l'Almúnia är en bergskedja i Spanien.   Den ligger i provinsen Provincia de Huesca och regionen Aragonien, i den nordöstra delen av landet, 400 km nordost om huvudstaden Madrid.